# Explorer 2

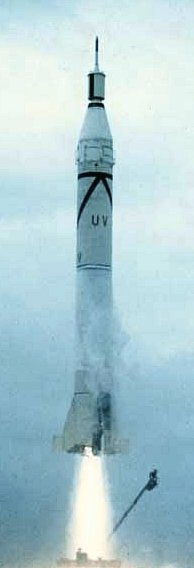
Lançamento do Explorer 2 que, posteriormente, falhou ao entrar em órbita.

O Explorer 2 (ou EXPLR2) foi um satélite estadunidense que falhou ao entrar em órbita. O satélite faria estudos da superfície terrestre e da atmosfera. O Explorer 2 foi o segundo satélite do Programa Explorer.
O Explorer 2 foi lançado em 05 de março de 1958 às 18:28:00 UTC da Estação da Força Aérea de Cabo Canaveral, nos Estados Unidos. O satélite foi lançado pela Army Ballistic Missile Agency e construído pelo Jet Propulsion Laboratory de Pasadena.

## Ligações Externas
http://nssdc.gsfc.nasa.gov/database/MasterCatalog?sc=EXPLR2